# 헤스버거

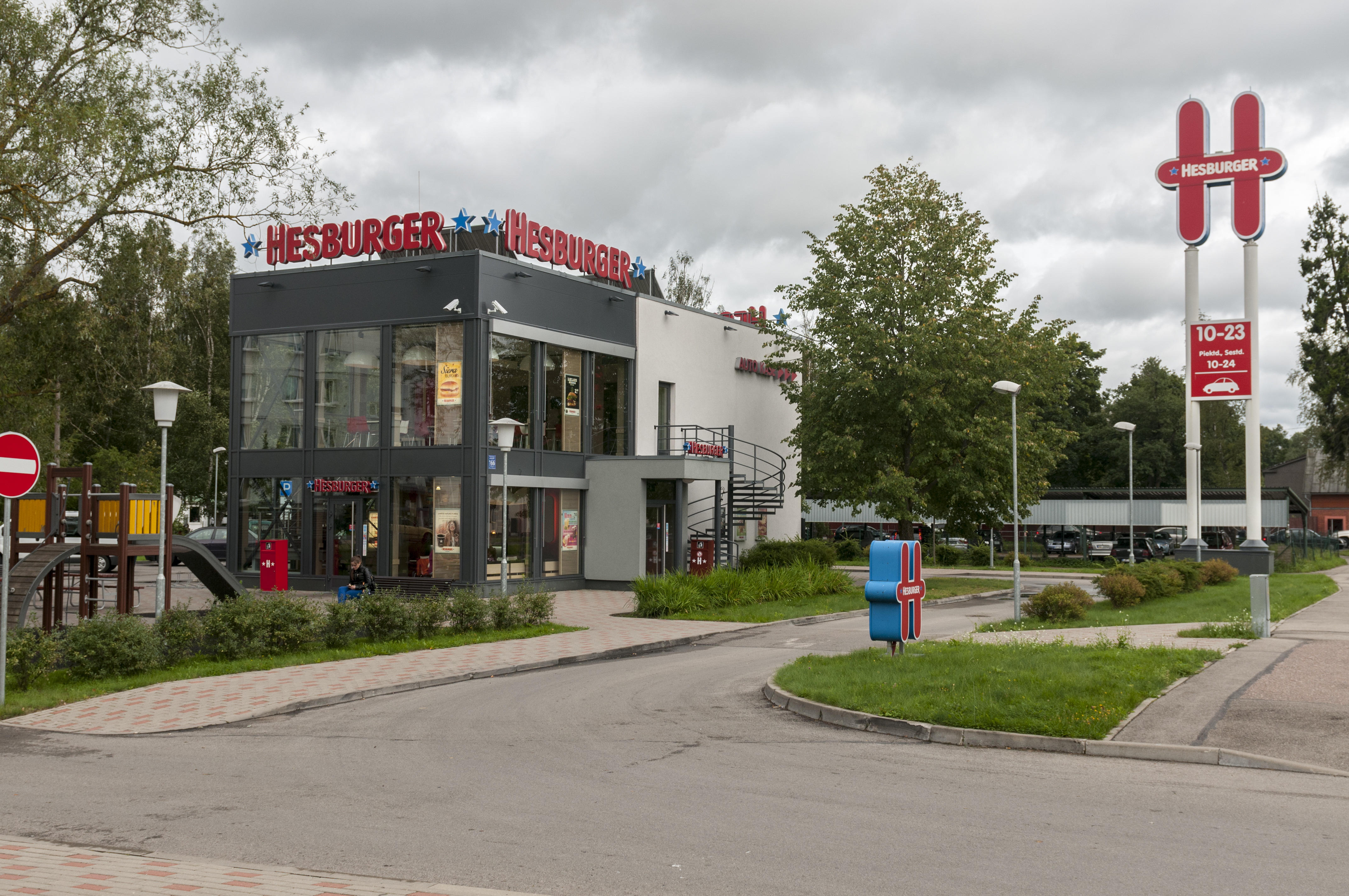
라트비아 리가에 있는 헤스버거 매장

헤스버거(핀란드어: Hesburger)는 핀란드의 햄버거 전문 패스트 푸드 체인점이다. 1966년에 난탈리에서 처음으로 문을 열었으며, 현재 핀란드 내의 200여개의 매장을 포함하여 유럽의 여러 나라에서 운영하고 있다.